# Park Popiela w Stargardzie
Park Popiela położony w południowej części Starego Miasta w Stargardzie, nad rzeką Iną, wchodzi w skład stargardzkich plant, od północnego zachodu graniczy z Parkiem Piastowskim, a od południowego wschodu z Parkiem Jagiellońskim.
Park zajmuje obszar 1,56 ha. Znajdują się tu 32 gatunki drzew w wieku 100-200 lat. Najliczniej występują klon, jawor, kasztanowce, dęby stożkowe, tulipanowce amerykańskie. W pobliżu baszty Lodowej znajduje się zespół 15 platanów klonolistnych.